# Vent
|  | Per a altres significats, vegeu «Vent (desambiguació)». |

Vent movent les branques d'un cirerer

El vent és el moviment natural de l'aire o altres gasos en relació amb la superfície d'un planeta. N'hi ha a diverses escales, des del vent associat a les tempestes elèctriques, amb una durada de l'ordre de mitja hora o una hora, fins als vents globals, deguts a les diferències en l'absorció de l'energia solar entre les zones climàtiques de la Terra, passant per les brises locals relacionades amb l'escalfament de la superfície terrestre, que duren unes hores. Les dues causes principals de la circulació atmosfèrica a gran escala són l'escalfament diferencial entre l'equador i els pols i la rotació del planeta (efecte de Coriolis). A les regions tropicals i subtropicals, la circulació de depressions tèrmiques per sobre del terreny i els altiplans situats a gran altitud pot nodrir la circulació dels monsons. A les regions costaneres, el cicle embat/terral pot regir els vents locals, mentre que les brises de vall i de muntanya poden ser-ne el factor determinant a les regions de relleu variable.
Els vents se solen classificar segons l'escala espacial, la velocitat, la direcció, les forces que els generen, les regions on es produeixen i el seu efecte. Entre els seus aspectes definidors hi ha la velocitat, la densitat dels gasos en moviment i el seu potencial energètic (energia eòlica). En meteorologia, el vent sovint es descriu segons la seva força i direcció. Aquesta última va en funció de la seva provinença. Així doncs, per exemple, el vent de ponent ve de l'oest, mentre que el vent de llevant ve de l'est. Una ventada curta i violenta és una ràfega, mentre que una de mitjana durada (aproximadament un minut) és una torbonada. Segons la seva força mitjana, hi ha diferents termes per referir-se a les ventades de llarga durada, com ara brisa, temporal, tempesta i huracà.
A la civilització, el vent ha inspirat la mitologia, afectat els esdeveniments històrics, estès l'abast del transport i la guerra, i ha proporcionat una font d'energia pel treball mecànic, l'electricitat i el lleure. El vent ha impulsat els viatges dels velers a través dels oceans de la Terra. Els montgolfiers utilitzen el vent per viatges curts, i el vol amb motor l'utilitza per generar sustentació i reduir el consum de combustible. Les zones amb cisallament del vent provocat per diversos fenòmens meteorològics poden provocar situacions perilloses per les aeronaus. Quan els vents són forts, els arbres i les estructures creades pels humans són danyats o destruïts.
Els vents poden donar forma al relleu a través d'una sèrie de processos eòlics com ara la formació de sòls fèrtils (per exemple, el loess) o l'erosió. La pols de deserts grans pot ser moguda grans distàncies des del seu lloc d'origen pels vents dominants; els vents que són accelerats per una topografia agresta i que estan associats amb tempestes de pols han rebut noms regionals a diferents parts del món a causa del seu efecte significatiu sobre aquestes regions. El vent afecta l'extensió dels incendis forestals. També dispersa les llavors de determinades plantes, fent possible la supervivència i dispersió d'aquestes espècies vegetals, així com les poblacions d'insectes voladors. En combinació amb les temperatures fredes, el vent té un efecte negatiu sobre el bestiar. El vent afecta les reserves d'aliment dels animals i les seves estratègies de caça i defensa.

## Causes

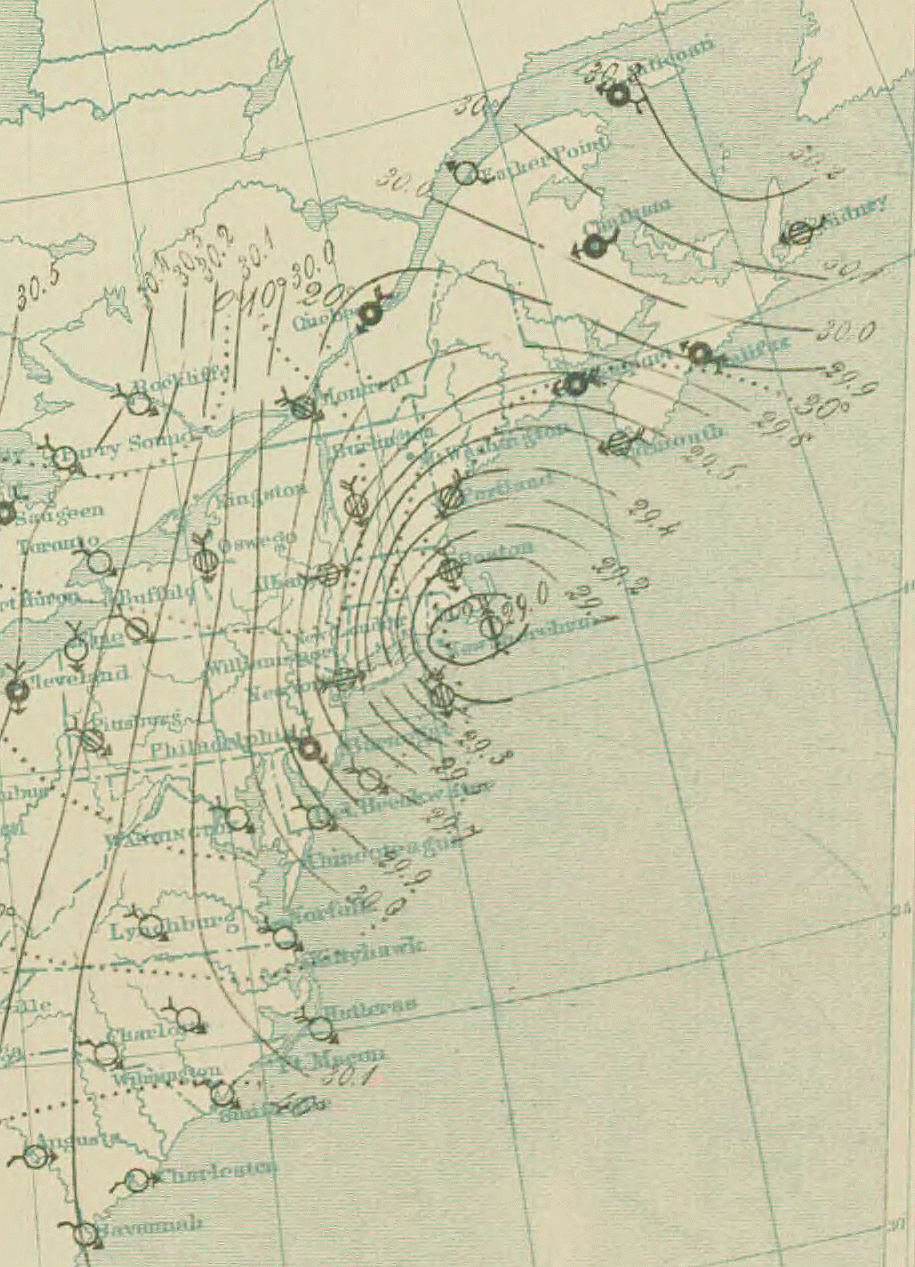
Anàlisi de superfície de la gran tempesta de neu del 1888. Les àrees amb isòbares molt compactes indiquen vents més forts.

El vent és causat per diferències en la pressió de l'aire. Quan es dona una diferència de pressió, l'aire és accelerat des d'una pressió més gran a una de més petita. En un planeta en rotació l'aire és desviat per l'efecte de Coriolis, amb l'excepció a la zona exacta de l'equador. A escala mundial, els dos factors principals que causen vents a gran escala (la circulació atmosfèrica) són l'escalfament diferencial entre l'equador i els pols (la diferència en l'absorció de l'energia solar, que genera forces d'empenyiment) i la rotació del planeta. Fora dels tròpics i per sobre dels efectes de fricció de la superfície, els vents a gran escala tendeixen a buscar un equilibri geostròfic. A prop de la superfície, la fricció fa que el vent sigui més lent del que seria en altres circumstàncies. La fricció de superfície també fa que els vents bufin cap a àrees de baixa pressió.
Els vents definits per un equilibri de forces físiques s'utilitzen en la descomposició i l'anàlisi dels perfils eòlics. Són útils per simplificar les equacions de moviment de l'atmosfera i per plantejar arguments qualitatius sobre la distribució horitzontal i vertical dels vents. El component de vent geostròfic és el resultat de l'equilibri entre la força de Coriolis i la força de gradient de pressió. Flueix de manera paral·lela a les isòbares i aproxima el flux per sobre de la capa límit atmosfèrica a latituds mitjanes. El vent tèrmic és la «diferència» que es produeix en el vent geostròfic entre dos nivells a l'atmosfera. Només existeix en una atmosfera amb gradients de temperatura horitzontals. El component de vent ageostròfic és la diferència entre el vent real i el geostròfic, que és el responsable que l'aire «ompli» els ciclons amb el temps. El vent de gradient és similar al vent geostròfic però també inclou la força centrífuga (o acceleració centrípeta).

## Mesurament

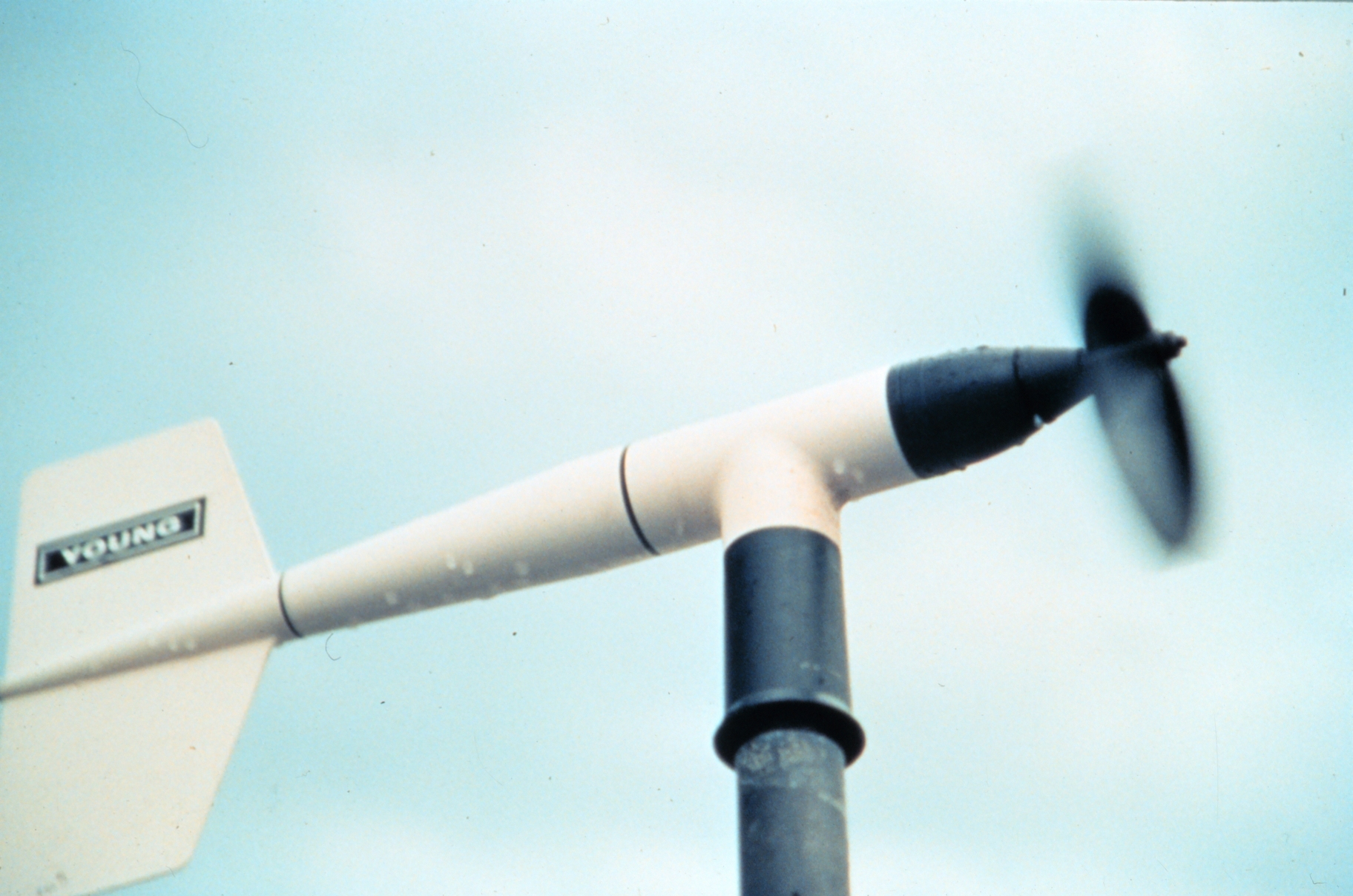
Anemòmetre d'estil molí de vent

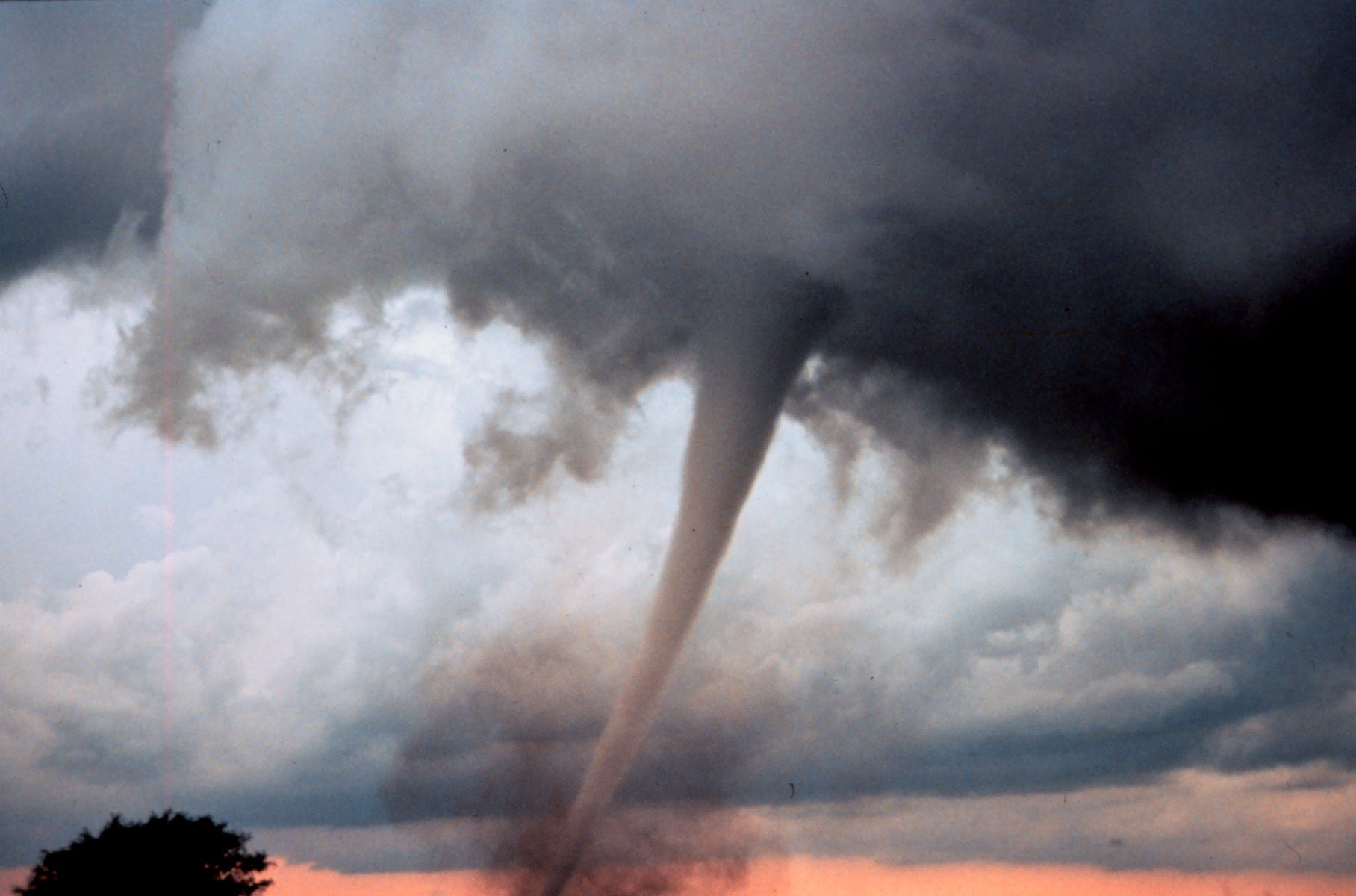
Tornado mesociclònic oclús (Oklahoma, maig del 1999)

A l'hora de determinar la direcció del vent, es té en compte la direcció de la qual prové. Per exemple, un vent boreal bufa de nord a sud. Els penells pivoten per indicar la direcció del vent. Als aeroports es fan servir mànegues de vent principalment per indicar la direcció del vent, però també es poden utilitzar per estimar la velocitat del vent a partir de l'angle del qual pengen. La velocitat del vent es mesura amb anemòmetres, sovint amb cassoletes o pales giratòries. Quan cal una freqüència de mesurament elevada (com a la investigació), es pot mesurar el vent mitjançant la velocitat de propagació de senyals d'ultrasò o l'efecte de la ventilació sobre la resistència d'un fil escalfat. Un altre tipus d'anemòmetre utilitza tubs Pitot que aprofiten la diferència de pressió entre un tub interior i un tub exterior exposat al vent per determinar la pressió dinàmica, que després s'utilitza per calcular la velocitat del vent.
Les velocitats sostingudes del vent són registrades globalment a una alçada de deu metres, i se'n fa una mitjana sobre un període de deu minuts. Als Estats Units es registren els vents mitjans sobre un període de dos minuts, mentre que a l'Índia se solen registrar sobre un període de tres minuts. És important conèixer el període sobre el qual s'ha fet la mitjana, car la velocitat d'un vent sostingut durant un minut sol ser un 14% més gran que el d'un vent sostingut durant deu minuts. Un increment sobtat de la velocitat del vent rep el nom de ràfega. Una definició tècnica de ràfega de vent és «els màxims que superin la velocitat del vent més baixa mesurada durant un període de deu minuts per deu nusos (19 km/h)». Una torbonada és quan es dobla la velocitat del vent per sobre d'un determinat llindar, i això dura un minut o més.
Per determinar els vents més amunt a l'atmosfera, les radiosondes mesuren la velocitat del vent fent un seguiment de la sonda per GPS, navegació per ràdio o radar. Altrament, es pot seguir el moviment del globus meteorològic parent visualment des del terra amb teodolits. Les tècniques de teledetecció utilitzades pel vent inclouen SODAR, Doppler, LIDAR i RADAR que poden mesurar el desplaçament Doppler de la radiació electromagnètica dispersada o reflectida d'aerosols o molècules en suspensió, i es poden utilitzar radiòmetres i radars per mesurar la rugositat de la superfície de l'oceà des de l'espai o avions. La rugositat dels oceans es pot fer servir per estimar la velocitat del vent a prop de la superfície oceànica. Es pot utilitzar imatgeria de satèl·lits geoestacionaris per estimar els vents arreu de l'atmosfera segons quan es mouen els núvols d'una imatge a l'altra. L'enginyeria eòlica és l'estudi dels efectes del vent sobre les obres arquitectòniques, incloent-hi els edificis, els ponts i altres objectes creats per l'home.

## Escala de força del vent
Històricament, l'escala Beaufort de la força del vent proporciona una descripció empírica de la velocitat del vent basant-ne en les condicions marines observades. Originalment tenia 13 nivells, però a la dècada del 1940 se l'amplià a 17 nivells. Hi ha termes generals que distingeixen vents de diferents velocitats mitjanes, com ara una brisa, un temporal, una tempesta, un tornado o un huracà. A l'escala de Beaufort, els vents de temporal són els d'entre 28 nusos (52 km/h) i 55 nusos (102 km/h), amb adjectius precedents com ara «moderat», «fresc», «fort» i «molt fort» que es fan servir per diferenciar la força del vent dins la categoria de temporal. Una tempesta té vents d'entre 56 nusos (104 km/h) i 63 nusos (117 km/h). La terminologia dels ciclons tropicals difereix d'una regió a l'altra del planeta. La majoria de conques oceàniques utilitzen la velocitat mitjana del vent per determinar la categoria del cicló tropical. La taula següent resumeix les classificacions utilitzades pels centres meteorològics regionals especialitzats d'arreu del món:
| Classificacions generals del vent | Classificacions generals del vent       | Classificacions generals del vent | Classificacions de ciclons tropicals (mitjana sobre 10 minuts) | Classificacions de ciclons tropicals (mitjana sobre 10 minuts) | Classificacions de ciclons tropicals (mitjana sobre 10 minuts) | Classificacions de ciclons tropicals (mitjana sobre 10 minuts) | Classificacions de ciclons tropicals (mitjana sobre 10 minuts) | Classificacions de ciclons tropicals (mitjana sobre 10 minuts) | Classificacions de ciclons tropicals (mitjana sobre 10 minuts) |
| Escala de Beaufort                | Vent sostinguts sobre 10 minuts (nusos) | Terme general                     | N Oceà Índic IMD                                               | SO Oceà Índic MF                                               | Austràlia BOM                                                  | SO Pacífic FMS                                                 | NO Pacífic JMA                                                 | NO Pacífic JTWC                                                | NE Pacífic i N Atlàntic NHC iCPHC                              |
| --------------------------------- | --------------------------------------- | --------------------------------- | -------------------------------------------------------------- | -------------------------------------------------------------- | -------------------------------------------------------------- | -------------------------------------------------------------- | -------------------------------------------------------------- | -------------------------------------------------------------- | -------------------------------------------------------------- |
| 0                                 | <1                                      | Calma                             | Depressió                                                      | Pertorbació tropical                                           | Depressió tropical                                             | Depressió tropical                                             | Depressió tropical                                             | Depressió tropical                                             | Depressió tropical                                             |
| 1                                 | 1–3                                     | Ventolina                         | Depressió                                                      | Pertorbació tropical                                           | Depressió tropical                                             | Depressió tropical                                             | Depressió tropical                                             | Depressió tropical                                             | Depressió tropical                                             |
| 2                                 | 4–6                                     | Vent fluixet o brisa fluixeta     | Depressió                                                      | Pertorbació tropical                                           | Depressió tropical                                             | Depressió tropical                                             | Depressió tropical                                             | Depressió tropical                                             | Depressió tropical                                             |
| 3                                 | 7–10                                    | Vent fluix o brisa fluixa         | Depressió                                                      | Pertorbació tropical                                           | Depressió tropical                                             | Depressió tropical                                             | Depressió tropical                                             | Depressió tropical                                             | Depressió tropical                                             |
| 4                                 | 11–16                                   | Vent moderat o brisa moderada     | Depressió                                                      | Pertorbació tropical                                           | Depressió tropical                                             | Depressió tropical                                             | Depressió tropical                                             | Depressió tropical                                             | Depressió tropical                                             |
| 5                                 | 17–21                                   | Vent fresquet o brisa fresca      | Depressió                                                      | Pertorbació tropical                                           | Depressió tropical                                             | Depressió tropical                                             | Depressió tropical                                             | Depressió tropical                                             | Depressió tropical                                             |
| 6                                 | 22–27                                   | Vent fresc o brisa forta          | Depressió                                                      | Pertorbació tropical                                           | Depressió tropical                                             | Depressió tropical                                             | Depressió tropical                                             | Depressió tropical                                             | Depressió tropical                                             |
| 7                                 | 28–29                                   | Vent fort                         | Depressió profunda                                             | Depressió tropical                                             | Depressió tropical                                             | Depressió tropical                                             | Depressió tropical                                             | Depressió tropical                                             | Depressió tropical                                             |
| 7                                 | 30–33                                   | Vent fort                         | Depressió profunda                                             | Depressió tropical                                             | Depressió tropical                                             | Depressió tropical                                             | Depressió tropical                                             | Depressió tropical                                             | Depressió tropical                                             |
| 8                                 | 34–40                                   | Temporal                          | Tempesta ciclònic                                              | Tempesta tropical moderada                                     | Cicló tropical (1)                                             | Cicló tropical (1)                                             | Tempesta tropical                                              | Tempesta tropical                                              | Tempesta tropical                                              |
| 9                                 | 41-47                                   | Temporal fort                     | Tempesta ciclònic                                              | Tempesta tropical moderada                                     | Cicló tropical (1)                                             | Cicló tropical (1)                                             | Tempesta tropical                                              | Tempesta tropical                                              | Tempesta tropical                                              |
| 10                                | 48–55                                   | Temporal molt fort                | Tempesta ciclònica forta                                       | Tempesta tropical forta                                        | Cicló tropical (2)                                             | Cicló tropical (2)                                             | Tempesta tropical forta                                        | Tempesta tropical                                              | Tempesta tropical                                              |
| 11                                | 56–63                                   | Temporal violent                  | Tempesta ciclònica forta                                       | Tempesta tropical forta                                        | Cicló tropical (2)                                             | Cicló tropical (2)                                             | Tempesta tropical forta                                        | Tempesta tropical                                              | Tempesta tropical                                              |
| 12                                | 64–72                                   | Temporal huracanat o huracà       | Tempesta ciclònica molt forta                                  | Cicló tropical                                                 | Cicló tropical fort (3)                                        | Cicló tropical fort (3)                                        | Tifó                                                           | Tifó                                                           | Huracà (1)                                                     |
| 13                                | 73–85                                   | Temporal huracanat o huracà       | Tempesta ciclònica molt forta                                  | Cicló tropical                                                 | Cicló tropical fort (3)                                        | Cicló tropical fort (3)                                        | Tifó                                                           | Tifó                                                           | Huracà (2)                                                     |
| 14                                | 86–89                                   | Temporal huracanat o huracà       | Tempesta ciclònica molt forta                                  | Cicló tropical                                                 | Cicló tropical intens (4)                                      | Cicló tropical fort (4)                                        | Tifó                                                           | Tifó                                                           | Gran huracà (3)                                                |
| 15                                | 90–99                                   | Temporal huracanat o huracà       | Tempesta ciclònica molt forta                                  | Cicló tropical intens                                          | Cicló tropical intens (4)                                      | Cicló tropical fort (4)                                        | Tifó                                                           | Tifó                                                           | Gran huracà (3)                                                |
| 16                                | 100–106                                 | Temporal huracanat o huracà       | Tempesta ciclònica molt forta                                  | Cicló tropical intens                                          | Cicló tropical intens (4)                                      | Cicló tropical fort (4)                                        | Tifó                                                           | Tifó                                                           | Gran huracà (4)                                                |
| 17                                | 107–114                                 | Temporal huracanat o huracà       | Tempesta ciclònica molt forta                                  | Cicló tropical intens                                          | Cicló tropical fort (5)                                        | Cicló tropical fort (5)                                        | Tifó                                                           | Tifó                                                           | Gran huracà (4)                                                |
| 17                                | 115–119                                 | Temporal huracanat o huracà       | Tempesta ciclònica molt forta                                  | Cicló tropical molt intens                                     | Cicló tropical fort (5)                                        | Cicló tropical fort (5)                                        | Tifó                                                           | Supertifó                                                      | Gran huracà (4)                                                |
| 17                                | >120                                    | Temporal huracanat o huracà       | Supertempesta ciclònica                                        | Cicló tropical molt intens                                     | Cicló tropical fort (5)                                        | Cicló tropical fort (5)                                        | Tifó                                                           | Supertifó                                                      | Gran huracà (5)                                                |

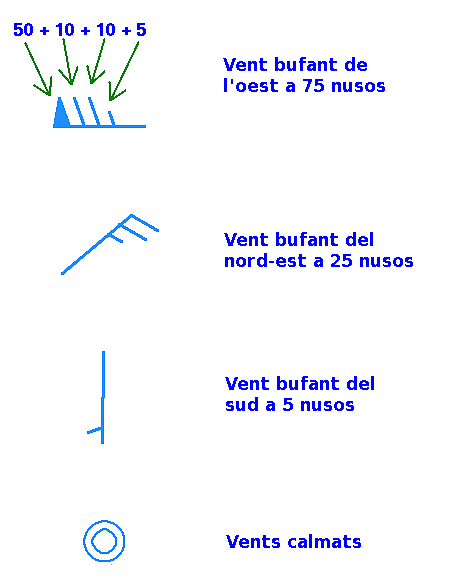
Anàlisi del vent en un model de transcripció

El model de transcripció traçat en mapes meteorològics de superfície utilitza una bàrbula de vent per mostrar la direcció i la velocitat del vent. La bàrbula de vent mostra la velocitat per mitjà de "banderes" a l'extrem.
- Cada meitat d'una bandera representa 5 nusos (9,3 km/h) de vent.
- Cada bandera sencera representa 10 nusos (18,6 km/h) de vent.
- Cada banderola (un triangle pintat per dins) representa 50 nusos (93 km/h) de vent.[22]

Els vents bufen des de la direcció a la qual apunta la bàrbula. Així doncs, un vent del nord-est és mostrat amb una línia que s'estén del cercle de núvols cap al nord-est, amb les banderes que indiquen la velocitat del vent situades a l'extrem nord-oriental d'aquesta línia. Després de traçar-les sobre un mapa, es poden analitzar les isotaques (línies amb una velocitat del vent igual). Les isotaques resulten especialment útils per determinar la ubicació del corrent en jet als mapes de pressió a altitud, i se solen trobar al nivell de 300 hPa o per sobre d'ell.

## Climatologia global

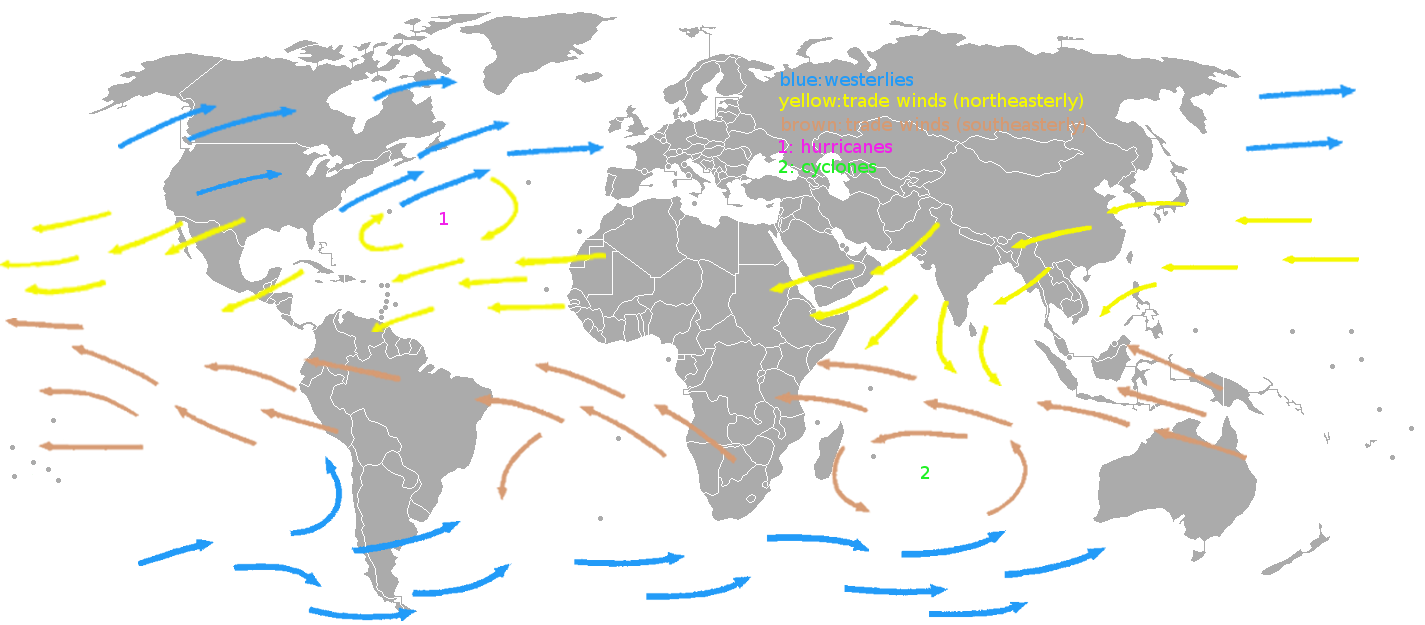
Els ponents i els alisis

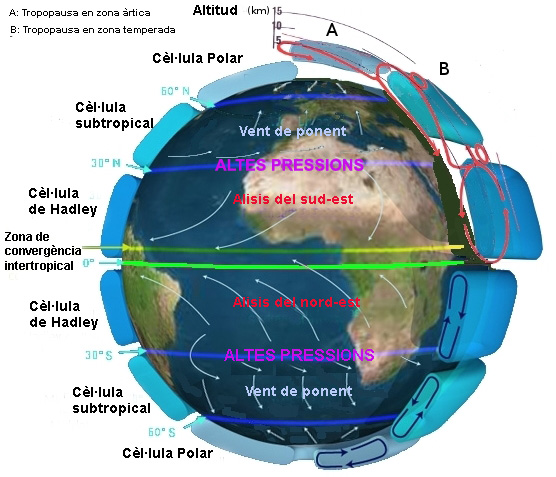
Els vents formen part de la circulació atmosfèrica de la Terra.

En general, els vents de llevant dominen el patró de flux a través dels pols, els vents de ponent bufen a través de les latituds mitjanes de la Terra, al nord de la falca subtropical, mentre que els llevants tornen a dominar als tròpics.
Directament a sota de la falca subtropical hi ha les calmes, on els vents són més fluixos. Molts dels deserts del món es troben a prop de la latitud mitjana de la falca subtropical, on el descens redueix la humitat relativa de la massa d'aire. Els vents més forts es donen a les latituds mitjanes, on l'aire àrtic fred es troba amb l'aire càlid dels tròpics.

## Tròpics
Els vents alisis són el patró dominant de vents de llevant de superfície que es troben als tròpics, vers l'equador terrestre. Els vents alisis bufen predominantment del nord-est a l'hemisferi nord i del sud-est a l'hemisferi sud. Els vents alisis són el flux guiador pels ciclons tropicals que es formen a sobre dels oceans del planeta. Els vents alisis també porten pols africana cap a l'oest, a través de l'oceà Atlàntic i cap al mar del Carib, així com parts del sud-est de Nord-amèrica.
Un monsó és un vent dominant estacional que dura uns quants mesos a les regions tropicals. El terme fou utilitzat per primer cop a l'Índia, Bangladesh, el Pakistan i els països veïns per referir-se als grans vents estacionals que bufen de l'oceà Índic i el mar d'Aràbia, al sud-oest, portant fortes precipitacions a l'àrea. El seu progrés vers els pols és accelerat pel desenvolupament d'una depressió tèrmica situada a sobre els continents asiàtic, africà i nord-americà entre maig i juliol, i a sobre Austràlia al desembre.

### Els ponents i el seu impacte

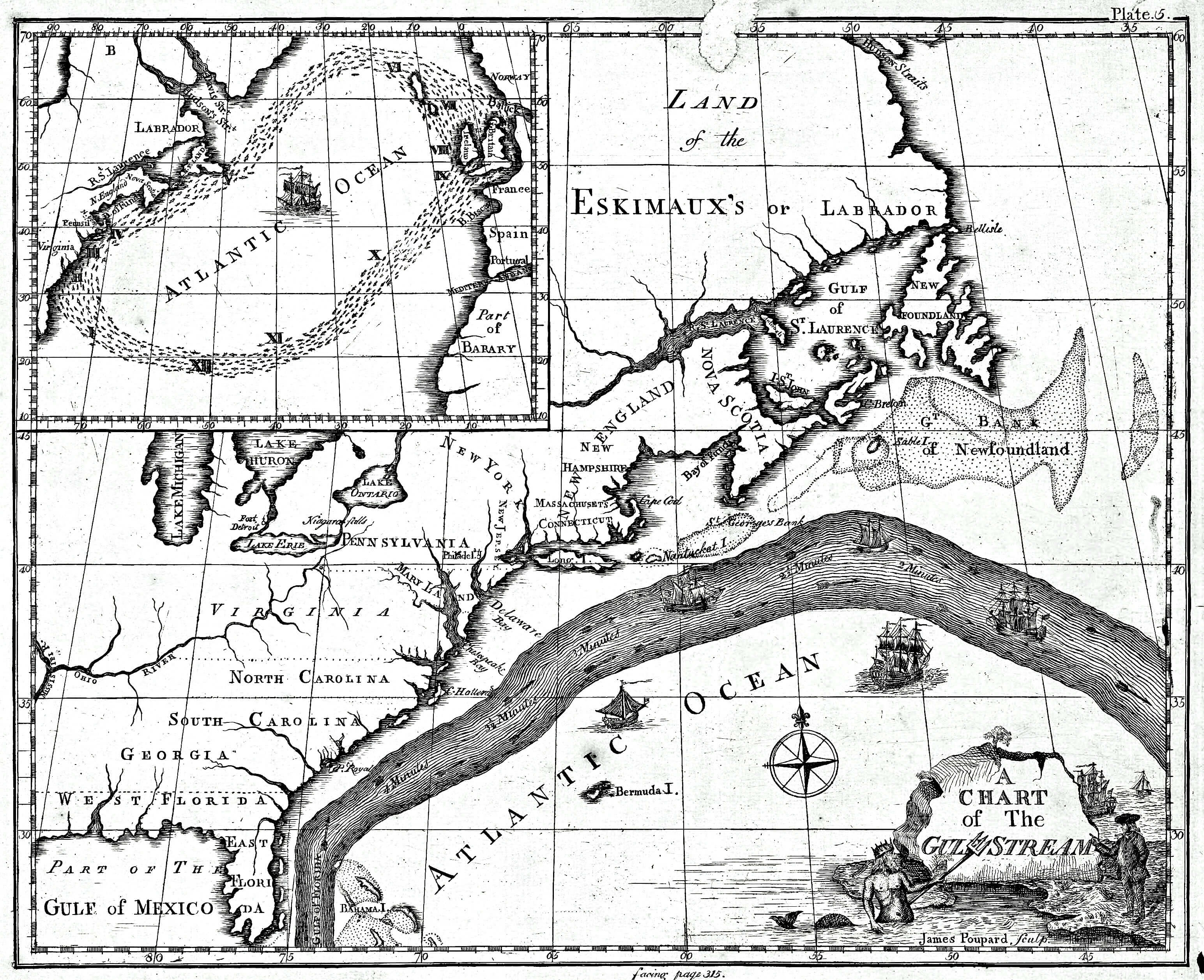
Mapa de Benjamin Franklin del Corrent del Golf

Els ponents o vents de ponent són els vents dominants a les latituds mitjanes a entre 35 i 65 graus de latitud. Aquests vents dominants bufen d'oest a est al nord de la falca subtropical, i guien els ciclons extratropicals d'aquesta manera general. A l'hemisferi nord prevalen els vents del sud-oest i a l'hemisferi sud els vents del nord-oest. Són més forts a l'hivern quan la pressió als pols és més baixa, i més febles a l'estiu quan la pressió als pols és més alta.
Juntament amb els vents alisis, els ponents feien possible un viatge comercial d'anada i tornada pels vaixells de vela que travessaven l'Atlàntic i el Pacífic, car els ponents provoquen el desenvolupament de forts corrents oceànics a les vores occidentals dels oceans d'ambdós hemisferis per mitjà del procés d'intensificació occidental. Aquests corrents oceànics occidentals transporten aigües càlides i tropicals cap a les regions polars. Els ponents poden ser particularment forts, especialment a l'hemisferi sud, on hi ha menys terra a les latituds mitjanes que amplifiqui el patró de flux, cosa que alenteix els vents. Els ponents occidentals més forts de les latituds mitjanes es troben en una banda coneguda com els Quaranta Rugents, a entre 40 i 50 graus de latitud sud. Els ponents tenen un paper important a l'hora de transportar aigües i vents càlids i equatorials a les costes occidentals dels continents, especialment a l'hemisferi sud, a causa de la seva vasta extensió oceànica.

### Llevants polars
Els llevants polars, també coneguts com a cèl·lules de Hadley polars, són vents dominants freds i secs que bufen des de les àrees d'alta pressió dels anticiclons polars dels pols Nord i Sud vers les pressions de baixa pressió dels ponents a latituds altes. A diferència dels ponents, aquests vents dominants bufen d'est a oest, i sovint són febles i irregulars. A causa del baix angle solar, l'aire fred s'acumula i subsideix al pol, creant àrees d'alta pressió de superfície, forçant un eflux d'aire cap a l'equador. Aquest eflux és desviat cap a l'est per l'efecte de Coriolis.

## Aspectes locals

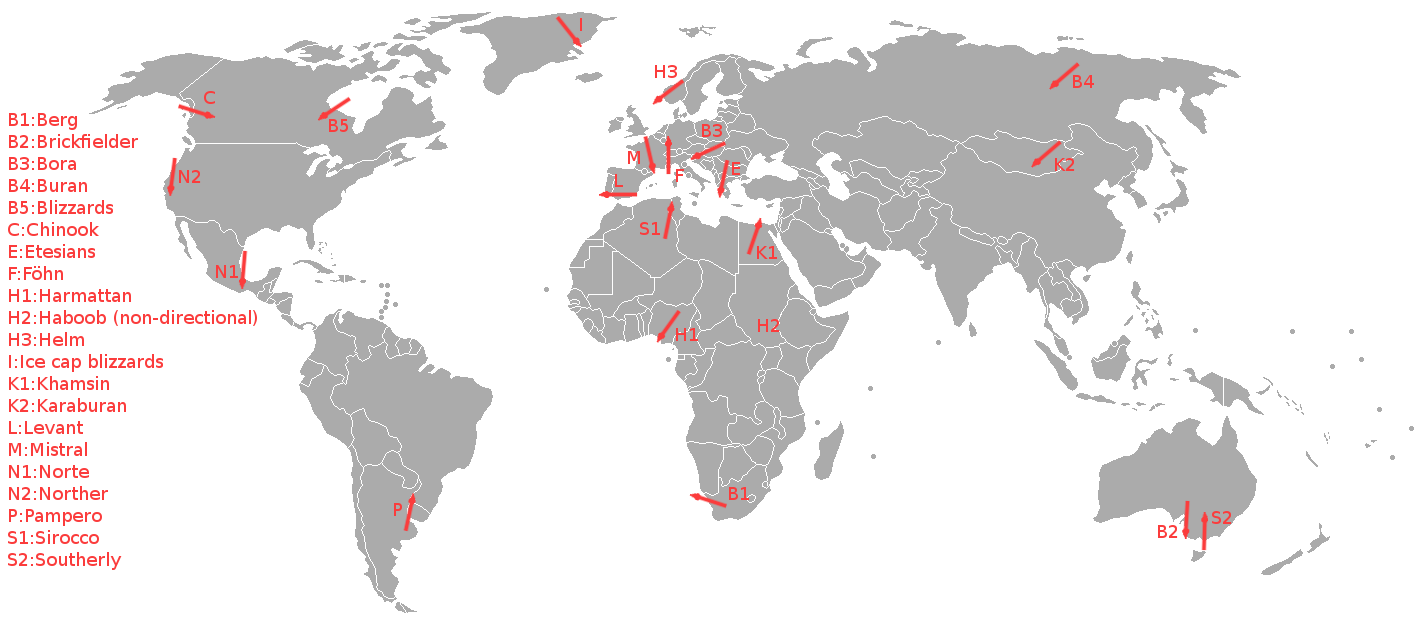
Els vents locals arreu del món. Aquests vents es formen per l'escalfament de la terra (tant muntanyes com terreny pla).

### Brises marines i terrestres

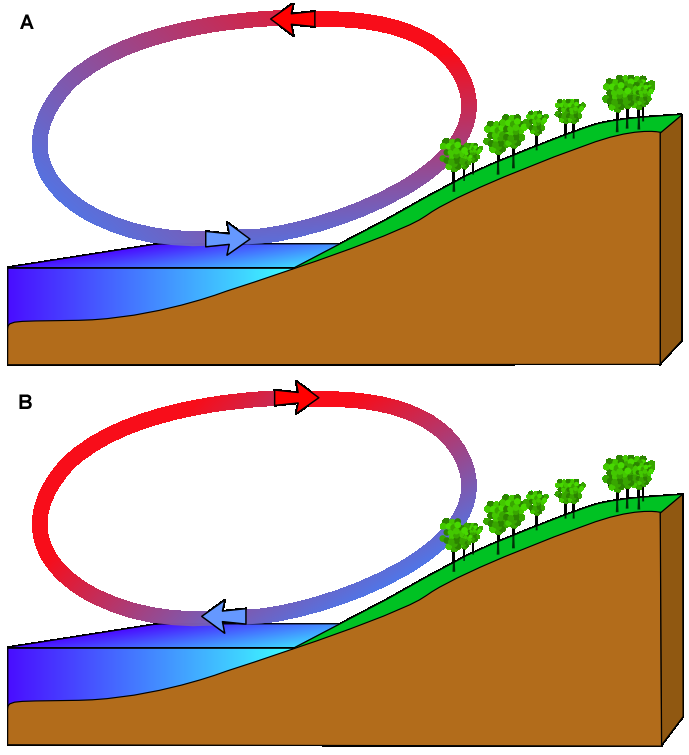
A: Brisa marina (de dia), B: Brisa terrestre (de nit)

A les regions costaneres, les brises marines i terrestres poden ser factors importants en els vents dominants d'un lloc. El mar és escalfat pel sol més lentament a causa de la calor específica de l'aigua, superior a la de la terra. A mesura que augmenta la temperatura de la superfície de la terra, aquesta escalfa l'aire que té a sobre per conducció. L'aire càlid és menys dens que el medi que l'envolta, de manera que puja. Això provoca un gradient de pressió d'uns 2 mil·libars entre el mar i la terra. L'aire més fresc de sobre el mar, que ara té una major pressió a nivell de mar, flueix terra endins cap a la pressió més baixa, creant una brisa més fresca a prop de la costa. Quan els vents de gran escala estan calmats, la intensitat de la brisa marina és directament proporcional al diferencial de temperatura entre la massa terrestre i el mar. Si hi ha un vent davant la costa de 8 nusos (15 km/h) o més, és improbable que es generi una brisa marina.
De nit, la terra es refreda més fàcilment que l'oceà a causa de la diferència en els seus valors de calor específica. Aquest canvi de temperatura fa que la brisa marina del dia es dissipi. Quan la temperatura a la terra baixa per sota de la temperatura al mar, la pressió sobre l'aigua esdevé més baixa que la de la terra, creant una brisa terrestre sempre que no hi hagi un vent al mar prou fort per oposar-s'hi.

### A prop de les muntanyes

Esquema de les ones de muntanya. El vent flueix cap a una muntanya i produeix una primera oscil·lació (A). Es produeix una segona ona més lluny i a més altitud. Es formen núvols lenticulars al cim de les ones (B).

A sobre de les superfícies elevades, l'escalfament del terra supera l'escalfament de l'aire que l'envolta a la mateixa altitud sobre el nivell del mar, creant una depressió tèrmica associada sobre el terreny, augmentant les depressions tèrmiques ja existents i canviant la circulació del vent a la regió. A les zones amb una topografia escarpada que interromp significativament el flux ambiental del vent, la circulació eòlica entre muntanyes i valls és el factor contribuïdor més important als vents dominants. Els turons i les valls pertorben de manera substancial el flux de l'aire, incrementant la fricció entre l'atmosfera i la massa terrestre actuant com un bloqueig físic al flux, desviant el vent en paral·lel a la serralada vent amunt de la topografia, cosa coneguda com a jet barrera. Aquesta barrera pot augmentar el vent baix en un 45%. La direcció del vent també canvia a causa del contorn de la terra.
Si hi ha una collada a la serralada, els vents hi passaren a alta velocitat a causa del principi de Bernoulli, que descriu la relació inversa entre velocitat i pressió. El flux d'aire pot romandre turbulent i erràtic una bona distància vent avall, al terreny més pla. Aquestes condicions són perilloses pels avions que pugen o baixen. Els vents freds que s'acceleren a través dels espais entre muntanyes reben noms regionals. A l'Amèrica Central, en són exemples el vent del Papagayo, el vent del Panamà i el vent del Tehuano. A Europa, vents similars són coneguts com a bora, tramuntana o mestral. Quan aquests vents bufen per sobre d'aigües obertes, augmenten la mescla de les capes superiors de l'oceà, pujant aigües fresques i riques en nutrients a la superfície, cosa que provoca un augment en la vida marina.
En zones muntanyoses, la distorsió local del flux d'aire esdevé severa. El terreny irregular genera patrons de flux impredictibles i turbulència, com ara rotors, que poden tenir núvols lenticulars. Es desenvolupen potents ascendències, descendències i gorgues a mesura que l'aire flueix per sobre de turons i cap a les valls. Les precipitacions orogràfiques es produeixen al vessant a sobrevent de les muntanyes a causa del moviment d'aire ascendent del flux d'aire humit a gran escala per la serralada, també conegut com a flux ascendent, donant com a resultat un refredament i una condensació adiabàtics. A les parts muntanyoses del món amb vents relativament consistents (per exemple, els alisis), sol haver-hi un clima més humit al vessant a sobrevent d'una muntanya que al vessant de sotavent. L'ascensió orogràfica elimina la humitat, deixant aire més sec a la banda descendent, normalment més càlida, on s'observa una ombra orogràfica. Els vents que flueixen per sobre de les muntanyes i cap avall reben el nom de vents de vessant descendents. Es tracta de vents càlids i secs. A Europa, vent avall dels Alps, se'ls coneix com a föhn. A Polònia n'és un exemple el halny wiatr. A l'Argentina, el nom local dels vents de vessant descendents és zonda. A Java, el nom local d'aquests vents és koembang. A Nova Zelanda, se'ls coneix com a Nor'west arch, i estan acompanyades per la formació de núvols que els dona nom i que ha inspirat obres d'art al llarg dels anys. A les Grans Planes dels Estats Units, els vents són coneguts com a chinook. A Califòrnia, els vents són canalitzats a través de collades, cosa que n'intensifica els efectes, amb exemples com els vents Santa Ana i sundowner. La velocitat del vent en els vents de vessant descendents poden superar els 160 km/h.

## Velocitat mitjana
Com ja s'ha dit més amunt, els vents dominants i locals no estan distribuïts de manera uniforme arreu del món, cosa que implica que la velocitat del vent també varia d'una regió a l'altra. A més, la velocitat del vent augmenta amb l'altitud.

### Densitat d'energia eòlica
Avui en dia existeix un criteri utilitzat per determinar les millors localitats per construir-hi instal·lacions eòliques, conegut com a densitat d'energia eòlica (DEE). És un càlcul de la força efectiva del vent en un punt determinat, i sovint s'expressa en termes d'elevació sobre el sòl al llarg d'un període. Té en compte la velocitat i la massa del vent. S'elaboren mapes amb codis de color per una àrea determinada, com per exemple «densitat d'energia mitjana anual a 50 metres». Els resultats d'aquest càlcul s'inclouen en un índex desenvolupat pel National Renewable Energy Lab dels Estats Units, i se'ls denomina «NREL CLASS». Com més elevat és el càlcul de la DEE, més alta és la classe que se li assigna. A finals del 2008, la capacitat nominal dels generadors eòlics era de 120,8 gigawatts. Tot i que el vent només genera un 1,5% del consum global d'electricitat, s'està estenent ràpidament i doblà la seva capacitat en tres anys (2005-2008). A certs països ha assolit un nivell de penetració relativament elevat: representa aproximadament el 19% de la producció d'electricitat a Dinamarca, un 10% a Espanya i Portugal, i un 7% a Alemanya i Irlanda l'any 2008. Un estudi suggereix que és possible desenvolupar un sistema de forniment d'energia completament renovable basada en un 70% d'energia eòlica amb els preus actuals, connectant parcs eòlics amb una superxarxa de corrent continu d'alta tensió.

## Cisallament

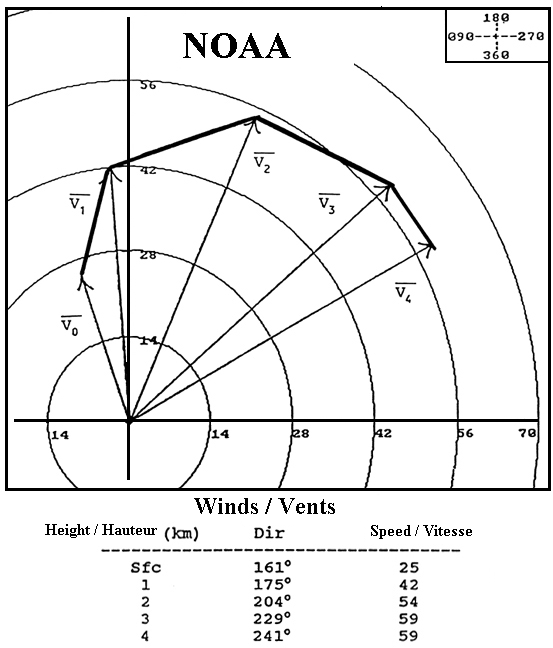
Hodògraf dels vectors eòlics a diverses altituds de la troposfera, que es fa servir per determinar el cisallament del vent vertical.

El cisallament del vent, denominat a vegades gradient de vent, és una diferència en la velocitat i direcció del vent sobre una distància relativament curta a l'atmosfera terrestre. El cisallament del vent es pot dividir en un component vertical i un d'horitzontal. El cisallament del vent horitzontal s'observa al llarg dels fronts i a prop de la costa, i l'horitzontal se sol donar a prop de la superfície, tot i que també a nivells més elevats de l'atmosfera, a prop de jets superiors i zones frontals.
El cisallament del vent és un fenomen meteorològic microescalar que es produeix sobre una distància molt curta, però també pot anar associat amb fenòmens mesoescalars o d'escala sinòptica, com ara línies de torbonada o fronts freds. Se sol donar a prop de microràfegues o ràfegues descendents causades per tempestes, fronts, àrees de vents baixos localment més forts coneguts com a jets baixos, a prop de muntanyes, inversions de radiació produïdes a causa d'un cel clar i vents calmats, edificis, aerogeneradors i velers. El cisallament del vent té un efecte important durant l'enlairament i aterratge de les aeronaus a causa dels seus efectes sobre el control de l'aeronau, i ha estat una causa significativa d'accidents d'aviació amb grans nombres de morts als Estats Units.
El moviment del so a través de l'atmosfera és afectat pel cisallament del vent, que pot tòrcer el front d'ona, fent que se sentin sons on normalment no se sentirien, o a l'inrevés. El cisallament del vent vertical fort a la troposfera també inhibeix la formació de ciclons tropicals, però contribueix a organitzar tempestes individuals en cicles de vida més llargs que poden resultar en mal temps. El concepte de vent tèrmic explica com les diferències en la velocitat del vent a diferents altituds depenen de les diferències horitzontals de temperatura, i explica l'existència del corrent en jet.

## El vent i els éssers humans

### Cultura
Com a força natural, el vent sovint era personificat en moltes cultures com un o més déus del vent o com una expressió d'allò sobrenatural. Vāyu és el déu hindú del vent. Els déus grecs del vent inclouen Bòreas, Notos, Euros i Zèfir. Èol, segons diferents interpretacions el governant o el guardià dels quatres vents, també ha estat descrit com Astreu, el déu del vespre que engendrà els quatre vents amb Eos, la dea de l'alba. Els antics grecs també observaven el canvi estacional dels vents, com ho demostra la Torre dels Vents d'Atenes. Els Venti són els déus romans dels vents. Fūjin és el déu japonès del vent i també un dels déus xinto més grans. Segons la llegenda, estigué present a la creació del món i deixà anar els vents del seu sac per dispersar la boirina que cobria el món. A la mitologia nòrdica, Njörðr és el déu del vent. També hi ha quatre dvärgar (gnoms nòrdics) anomenats Norðri, Suðri, Austri i Vestri, i els quatre cérvols d'Yggdrasill probablement personifiquen els quatre vents, de manera anàloga als déus grecs del vent. Stribog és el nom del déu eslau dels vents, el cel i l'aire. Es diu que és l'avantpassat (l'avi) dels vents de les vuit direccions.
Kamikaze (神風) és un nom japonès (sovint traduït com ‘vent diví’) considerat un regal dels déus. El primer ús conegut d'aquest terme fou com el nom d'una sèrie de tifons que es diu que salvaren el Japó de dues flotes mongoles dirigides per Kublai Khan que atacaren el país nipó el 1274 i de nou el 1281. Es dona el nom de Vent Protestant a la tempesta que obstaculitzà la invasió d'Anglaterra per l'Armada Espanyola el 1588, en què el vent tingué un paper clau, o els vents favorables que permeteren a Guillem d'Orange envaí Anglaterra el 1688. Durant la campanya d'Egipte de Napoleó, els soldats francesos ho passaren malament amb el khamsin: quan la tempesta apareixia com «una taca sanguinosa al cel distant», els nadius buscaven refugi, mentre que els francesos «no reaccionaven fins que ja era massa tard, i s'ofegaven i desmaiaven dins el mur encegador i sufocant de pols». Durant la campanya del nord d'Àfrica de la Segona Guerra Mundial, «les tropes aliades i alemanyes es veieren obligades diverses vegades a aturar-se al bell mig d'una batalla a causa de tempestes de sorra provocades pel khamsin… Els grans de sorra duts pel vent encegaven els soldats i creaven pertorbacions elèctriques que deixaven les brúixoles inservibles».

### Transport

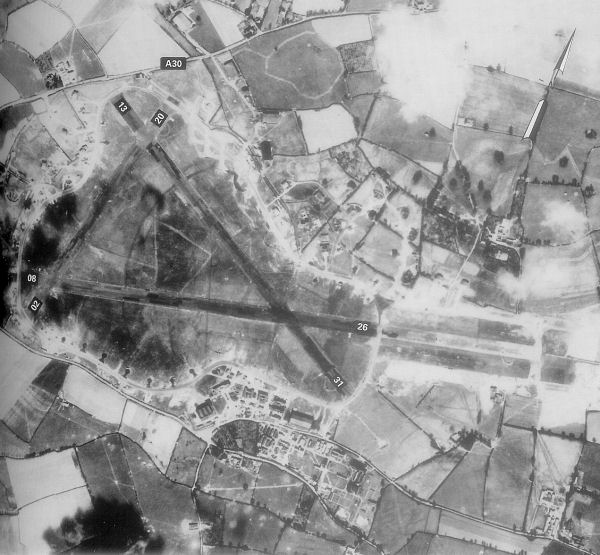
Aeròdrom de RAF Exeter el 20 de maig del 1944. La imatge mostra la disposició de les pistes, que permeten als avions enlairar-se i aterrar amb el vent de cara.

Hi ha molts tipus diferents de vaixells de vela, però tots comparteixen diversos punts bàsics. Deixant de banda els vaixells de rotor, que utilitzen l'efecte Magnus, tots els vaixells de vela tenen un buc, aparell i com a mínim un pal que sosté les veles que utilitzen el vent per impulsar la nau. Els viatges per l'oceà en vaixell de vela poden durar molts mesos, i un perill habitual és que el vaixell quedi encalmat a causa de la manca de vent, o que sigui desviat del seu rumb per grans tempestes o vents que no li permeten avançar en la direcció desitjada. Una gran tempesta pot provocar un naufragi i la pèrdua de tots els homes a bord. Els vaixells de vela només poden dur una determinada quantitat de provisions a la bodega, de manera que han de planificar els viatges llargs amb cura per incloure provisions suficients, incloent-hi aigua dolça.
Tot i que les aeronaus solen desplaçar-se sota l'impuls d'un motor intern, el vent de cua afecta la seva velocitat a terra, i en el cas dels montgolfiers i altres vehicles més lleugers que l'aire, el vent pot tenir un paper significant en el seu moviment i trajectòria real. A més, la direcció del vent té un paper en l'enlairament i aterratge dels avions, i les pistes dels aeròdroms solen estar alineades en correspondència amb la direcció del vent. De tots els factors que afecten les operacions de vol a un aeroport, es considera que la direcció del vent és el factor governant principal. Tot i que es pot permetre l'enlairament amb un vent de cua en determinades circumstàncies, generalment es considera que és l'opció menys desitjable per motius de rendiment i seguretat, sent un vent de cara l'opció preferida. El vent de cua incrementa la distància d'enlairament i redueix el gradient d'ascens, de manera que la llargada de la pista i la situació d'obstacles poden esdevenir factors que limiten. Els dirigibles són aeronaus més lleugeres que l'aire, que es poden dirigir i moure per l'aire per mitjà d'un timó, hèlix o altres dispositius d'impuls. A diferència d'altres aeronaus aerodinàmiques com ara avions i helicòpters, que produeixen sustentació mitjançant el moviment d'una ala, o superfície sustentadora, a través de l'aire, les aeronaus aerostàtiques, com els dirigibles i montgolfiers, es mantenen a l'aire omplint una gran cavitat, com un globus, amb un gas sustentador. Els tipus principals de dirigible són no rígid, semirígid o rígid. Els no rígids són petits i manquen d'esquelet intern. Els semirígids són una mica més grans i tenen un cert suport intern, com ara una quilla fixa. Els rígids tenen un esquelet complet, com ara els models transoceànics zeppelin, però pràcticament desaparegueren després de diversos accidents prominents a mitjans del segle xx.

### Font d'energia

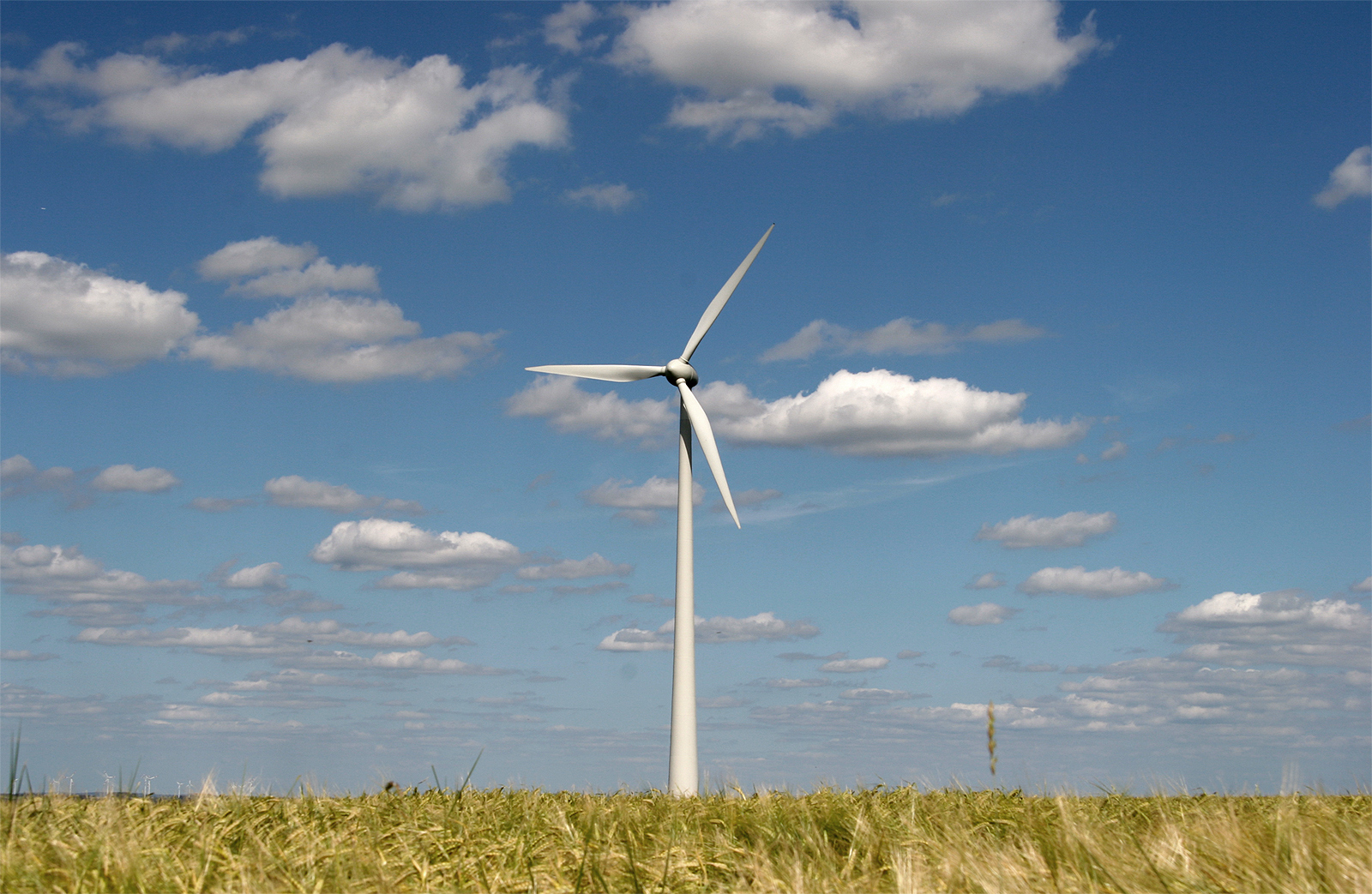
Aquest aerogenerador produeix electricitat a partir de l'energia eòlica.

Històricament, els antics singalesos d'Anuradhapura i altres ciutats del voltant de Sri Lanka utilitzaven els vents del monsó per alimentar forns, ja l'any 300. Els forns eren construïts per on passaven els vents del monsó per aprofitar l'energia eòlica per fer pujar les temperatures al seu interior fins a 1.200 °C. Una referència històrica primerenca a un molí de vent rudimentari era utilitzada per portar aire a un orgue al segle i. Els primers molins de vent pràctics foren construïts més tard a Sistan (Afganistan) a partir del segle VII. Eren molins de vent d'eix vertical, amb llargs arbres de transmissió verticals i pales rectangulars. Aquests molins de vent es componien d'entre sis i dotze aspes cobertes de canya o roba, i eren utilitzats per moldre blat de moro i pujar aigua, i eren utilitzats en les indústries molineres i del sucre. Més tard, l'ús dels molins de vent d'eix horitzontal s'estengué per l'Europa Nord-occidental per moldre blat a partir de la dècada del 1180, i encara queden molts molins de vents holandesos dempeus. L'energia eòlica de gran altitud és un projecte dut a terme per més de 30 empreses d'arreu del món i que utilitza tecnologia amb cordes en lloc de torres compressives ancorades a terra. S'estalvia petroli utilitzant el vent per impulsar vaixells de càrrega mitjançant l'ús d'energia mecànica convertida de l'energia cinètica del vent amb estels molt grans.
La regió dels Països Catalans amb més potència d'energia eòlica és el País Valencià (986,99 MW), seguida per Catalunya (524,54 MW), la Catalunya Nord (20,77 MW) i les Balears (3,65 MW). Tot i que el desenvolupament d'aquest tipus d'energia renovable ha gaudit d'un gran suport de part de les autoritats, també han rebut crítiques de determinats segments de la societat. El Pla Eòlic de la Comunitat Valenciana, per exemple, ha estat criticat per grups ecologistes que afirmen que el pla ha falsejat les divisions entre parcs eòlics per mantenir la gestió dels parcs amb la Generalitat Valenciana en lloc de l'estat espanyol, i també que s'ha subestimat l'impacte dels futurs parcs sobre les aus de la regió. A Catalunya també hi ha hagut iniciatives de caràcter ecologista per restringir i vigilar la implantació de parcs eòlics.

### Lleure

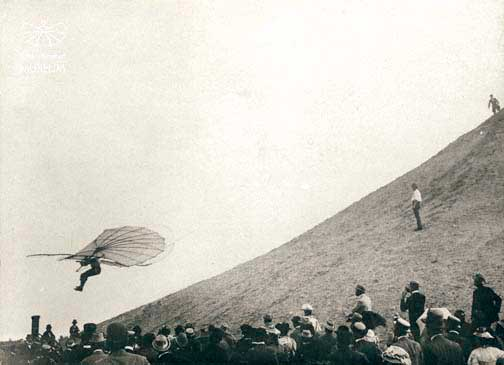
Otto Lilienthal en ple vol

El vent té un paper important en diversos esports populars, incloent-hi l'ala delta, els viatges amb montgolfiers, els estels, l'snowkiting, el kite landboarding, el surf d'estel, el parapent, la vela esportiva i el surf de vela. A l'hora de planar, els gradients eòlics just a sobre de la superfície afecten les fases d'enlairament i aterratge dels planadors. El gradient eòlic pot tenir un efecte destacat sobre els llançaments de terra, també coneguts com a llançaments amb gigre o amb cable. Si el gradient és important, sobtat, o ambdues coses alhora, i el pilot manté la mateixa actitud de capcineig, la velocitat aerodinàmica indicada augmentarà, possiblement excedint la velocitat màxima del remolc de llançament de terra. El pilot ha d'ajustar la velocitat aerodinàmica per compensar l'efecte del gradient. A l'hora d'aterrar també és un risc el cisallament del vent, especialment quan el vent bufa fort. A mesura que el planador descendeix a través del gradient del vent en l'aproximació final a l'aterratge, la velocitat aerodinàmica baixa a mesura que augmenta la velocitat de descens, i no hi ha prou temps per accelerar abans de tocar terra. El pilot ha d'anticipar el gradient eòlic i prendre una velocitat d'aproximació superior per compensar-lo.

## Paper al món natural
En climes àrids, la font principal d'erosió és el vent. La circulació general del vent mou particulats petits com ara pols a través de grans oceans, a milers de quilòmetres vent avall del seu punt d'origen, un fenomen conegut com a "deflació". Els vents occidentals de les latituds mitjanes del planeta impulsen el moviment dels corrents oceànics d'oest a est a través dels oceans del món. El vent té un paper molt important a l'hora d'ajudar les plantes i altres organismes immòbils a dispersar les seves llavors, espores, pol·len, etc. Tot i que el vent no és la principal forma de dispersió de les llavors en les plantes, proporciona dispersió a un percentatge elevat de la biomassa de plantes terrestres.

### Erosió

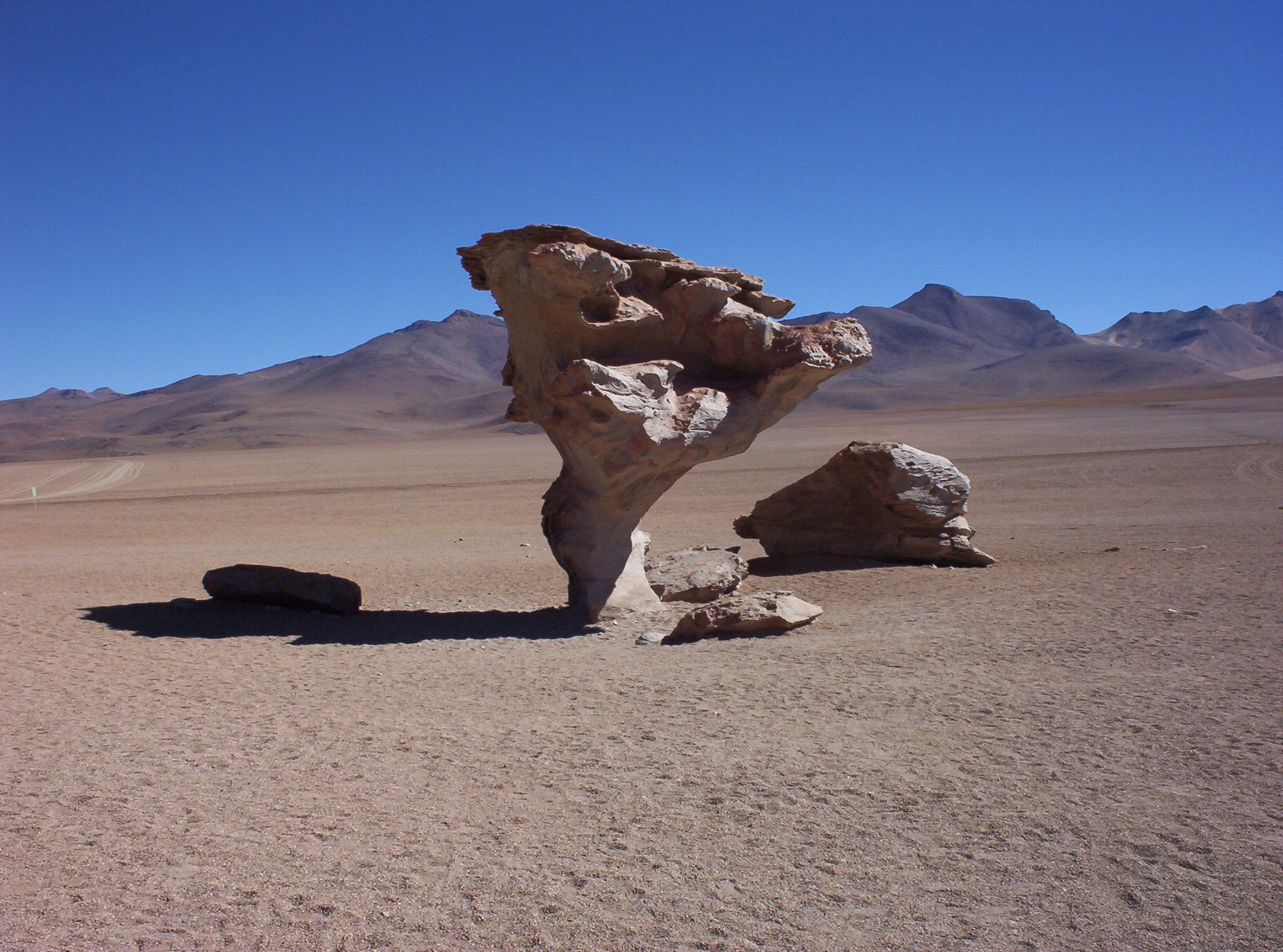
Formació rocosa a l'altiplà andí de Bolívia esculpida per l'erosió del vent.

L'erosió pot ser el resultat del moviment de material per part del vent. Hi ha dos efectes principals. Primer, el vent causa l'aixecament de petites partícules, que són transportades a una altra regió. Això rep el nom de "deflació". En segona instància, aquestes partícules en suspensió poden impactar contra objectes sòlids, causant erosió per abrasió (successió ecològica). L'erosió eòlica sol donar-se en àrees amb poca o nul·la vegetació, sovint en àrees on no hi ha prou precipitacions per sostenir les plantes. N'és un exemple la formació de dunes de sorra a les platges o els deserts. El loess és un sediment eòlic homogeni, habitualment no estratificat, porós, friable, lleugerament coherent, sovint calcari, de gra fi, llimós i de color groc pàl·lid o camussa. Sovint es dona en forma de dipòsit extens que cobreix àrees de centenars de quilòmetres quadrats i desenes de metres de gruix. El loess se sol trobar en cares o bé escarpades o bé verticals. El loess tendeix a convertir-se en un sòl molt ric. Amb les condicions climàtiques apropiades, les àrees amb loess es troben entre les més productives del món per l'agricultura. Els dipòsits de loess són geològicament inestables per naturalesa, i s'erosionen molt fàcilment. Per tant, els grangers sovint planten tallavents (com ara arbres i arbustos grans) per tal de reduir l'erosió del loess per part del vent.

### Migració de la pols al desert
A mitjans d'estiu (juliol), els vents alisis cap a l'oest que es troben al sud de la falca subtropical, que es mou cap al nord, s'expandeixen cap al nord-oest des del mar del Carib cap al sud-est de Nord-amèrica. Quan la pols mineral del Sàhara que es mou al llarg de la perifèria meridional de la falca dins el cinturó de vents alisis es desplaça per sobre de terra, les precipitacions són suprimides i el cel canvia d'un color blau a un de blanc, cosa que provoca un increment de les postes de sol roges. La seva presència afecta negativament la qualitat de l'aire, incrementant el recompte de particulats suspesos a l'aire. Més del 50% de la pols africana que arriba als Estats Units afecta Florida. Des del 1970, els brots de pols han empitjorat a causa de períodes de sequera a Àfrica. Tanmateix, la pols mineral dels deserts transportada a altres latituds té uns efectes molt positius sobre el creixement de la Selva Amazònica car aporta elements fertilitzants que hi manquen. Hi ha una gran variabilitat en el transport de pols al Carib i Florida d'un any a l'altre. S'han relacionat aquests fenòmens de la pols amb un declivi de la salut dels esculls de corall al Carib i Florida, en gran part des de la dècada del 1970. Es formen plomalls de pols similars al desert del Gobi, que, combinades amb contaminants, recorren grans distàncies vent avall, cap a l'est, a Nord-amèrica.+
Els vents associats amb tempestes de sorra i pols han rebut noms locals. La calima porta pols a vents del sud-est cap a les Illes Canàries. El harmattan porta pols al golf de Guinea durant l'hivern. El sirocco porta pols del nord d'Àfrica cap al sud d'Europa a causa del moviment de ciclons extratropicals pel mar Mediterrani. Els sistemes tempestuosos primaverals que es mouen per l'est del mar Mediterrani fan que passi pols a través d'Egipte i la Península Aràbiga, i són coneguts localment com a khamsin. El shamal és causat per fronts freds que alcen pols a l'atmosfera durant dies a través dels estats del Golf Pèrsic.

### Efecte sobre les plantes

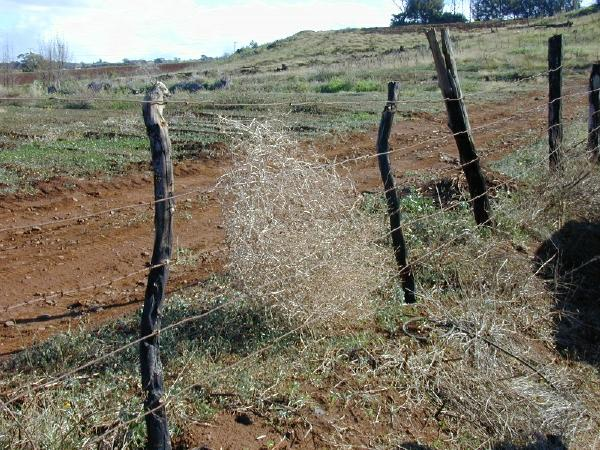
El vent ha bufat aquest estepicursor contra una tanca.

La dispersió de les llavors per part del vent, o anemocòria, és un dels mitjans de dispersió més primitius. Pot adoptar una d'entre dues formes primàries: les llavors poden flotar amb la brisa o poden voletejar fins a terra. Els exemples clàssics d'aquests mecanismes de dispersió inclouen els lletsons (Taraxacum spp., Asteraceae), que tenen un papus plomós unit a les llavors, i que poden viatjar grans distàncies, i els aurons (Acer sp., Sapindaceae), que tenen llavors alades que voletegen fins a terra. Una restricció important de la dispersió per mitjà del vent és la necessitat de produir grans quantitats de llavors per maximitzar les possibilitats que una llavor caigui en un indret adequat per germinar. Aquest mecanisme de dispersió també està subjecte a importants restriccions evolutives. Per exemples, les espècies d'asteràcies que es troben en illes tendeixen a tenir una capacitat de dispersió menor (és a dir, llavors més grans i un papus més petit) que les mateixes espècies al continent. L'ús de la dispersió per mitjà del vent és habitual entre moltes espècies herbàcies o ruderals. Entre els mecanismes poc usuals de dispersió per mitjà del vent hi ha el dels estepicursors. L'anemofília és un procés relacionat a l'anemocòria que consisteix en la distribució del pol·len per part del vent. Hi ha grans famílies de plantes que es pol·linitzen d'aquesta manera, especialment quan els individus de l'espècie vegetal dominant es troben a prop l'un de l'altre.
El vent també limita el creixement dels arbres. A la costa i les muntanyes aïllades, la línia dels arbres sol ser molt més baixa que a la mateixa altitud terra endins i als sistemes muntanyosos més grans i complexos, car els vents forts redueixen el creixement dels arbres. Els vents forts s'emporten els sòls poc espessos per erosió, i també danya branques i branquillons. El procés en què un vent fort abat o desarrela arbres s'anomena desarrelament pel vent. Això és més freqüent als vessants a sobrevent, afectant especialment els troncs de 75 anys o més. Les plantes que viuen a prop de la costa, com ara la pícea de Sitka i la vinya marina, són podades pel vent i el ruixim de sal de prop de la costa.

### Efecte sobre els animals
Els bovins i les ovelles són susceptibles a la fredor, provocada per una combinació de vent i baixes temperatures quan el vent supera 40 km/h, i que fa inútil la seva cobertura de pèl o llana. Tot i que els pingüins es protegeixen de l'aire i l'aigua freds per mitjà de plomes i una capa de greix, les seves aletes i potes són menys resistents al fred. Als climes més freds, com l'Antàrtida, els pingüins emperador s'apinyen per sobreviure al vent i el fred, canviant contínuament els individus que romanen a l'exterior del grup, cosa que en redueix la pèrdua de calor en un 50%. Els insectes voladors són arrossegats pels vents dominants, mentre que els ocells segueixen el seu propi rumb, aprofitant les condicions del vent per volar o planar. Així doncs, els patrons de línies fines de les imatges de radar meteorològic, associats amb vents convergents, estan dominats per retorns d'insectes. La migració dels ocells, que sol tenir lloc durant la nit als 2 km més baixos de l'atmosfera terrestre, contamina els perfils eòlics generats pels radars meteorològics, especialment el WSR-88D, augmentant els retorns eòlics ambientals en entre 28 i 56 km/h.
Les piques utilitzen un mur de còdols per emmagatzemar plantes i herbes seques per l'hivern, evitant així que el vent se les endugui. Els coleòpters utilitzen els vents lleugers que precedeixen l'atac de predadors potencials, com ara els gripaus, per fugir-ne. Els seus cercs són molt sensibles al vent, i els ajuden a sobreviure a la meitat dels atacs que reben. Els uapitís tenen un molt bon sentit de l'olfacte que els permet detectar predadors vent amunt a una distància de 800 m. L'augment de la velocitat del vent per sobre de 15 km/h és un senyal perquè els gavinots hiperboris intensifiquin la cerca d'aliment i augmentin els atacs aeris contra els somorgollaires.

## Danys relacionats

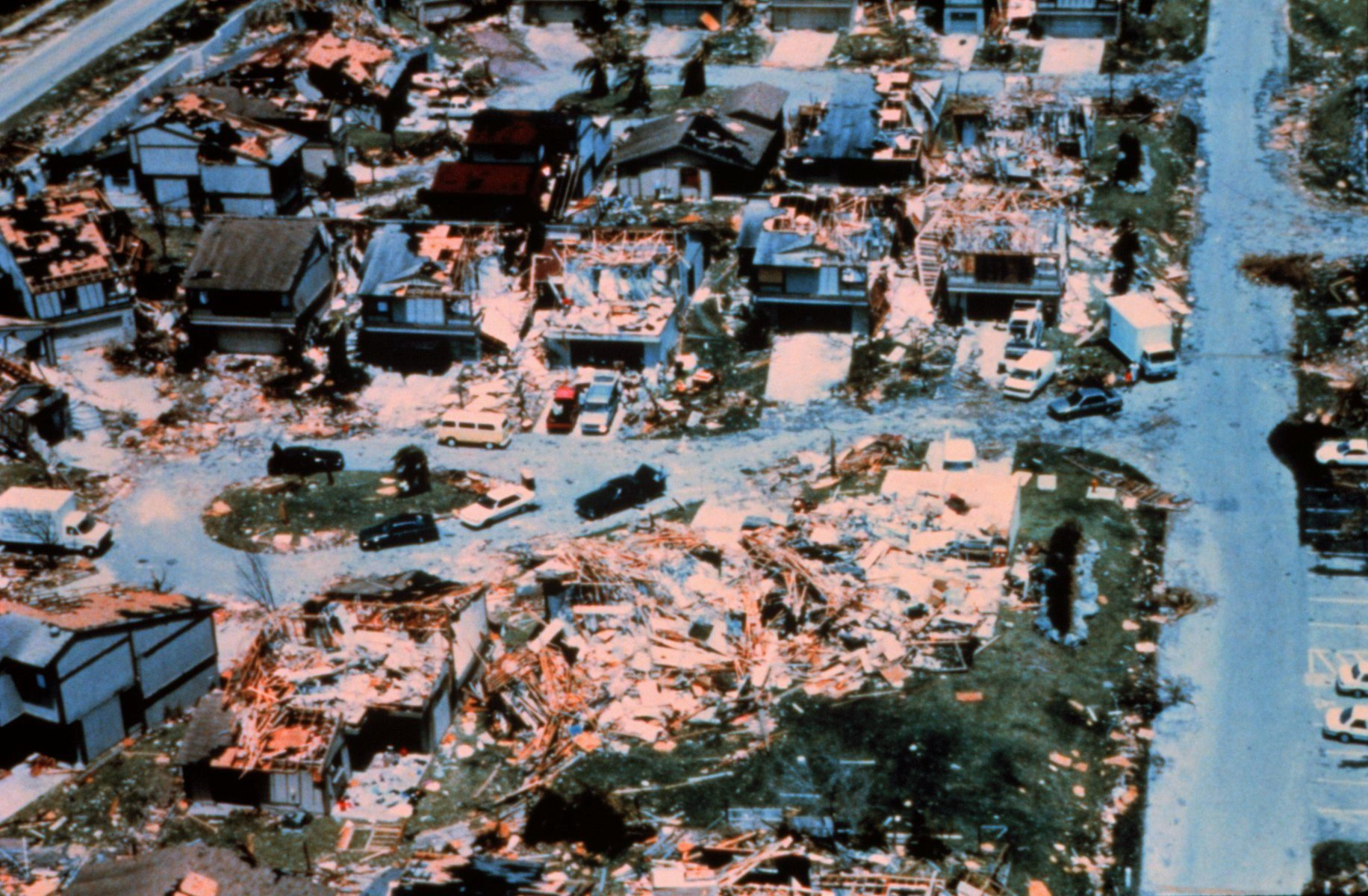
Danys provocats per l'huracà Andrew

Se sap que els vents forts provoquen danys segons la seva força. Ràfegues poc freqüents poden fer que basculin ponts suspesos mal dissenyats. Si les ràfegues tenen una freqüència similar a la basculació del pont, és més fàcil que el destrueixin, com passà el 1940 amb el Pont de Tacoma Narrows. Una velocitat del vent de només 43 km/h ja pot causar apagades elèctriques fent que les branques dels arbres pertorbin el flux d'energia per les línies de transmissió. Tot i que no hi ha cap espècie que sigui capaç de resistir amb totes les garanties a vents huracanats, les que tenen arrels poc profundes tendeixen més a quedar desarrelades, i els arbres fràgils com l'eucaliptus, els haus i els alvocats són més vulnerables. Els vents huracanats causen danys importants als habitatges mòbils i comencen a danyar estructuralment els habitatges amb fonaments. S'ha observat vents tan forts com aquests que baixen per terreny han rebentat finestres i sorrejat la pintura dels cotxes. Quan els vents superen 250 km/h, els habitatges es col·lapsen completament i els edificis més grans pateixen danys considerables. Les estructures construïdes per la mà humana queden completament destruïdes quan el vent arriba a 325 km/h. L'escala Saffir-Simpson i l'escala Fujita millorada foren dissenyades per estimar la velocitat del vent a partir dels danys causats pels vents forts relacionats amb ciclons tropicals i tornados, i a l'inrevés.
L'illa australiana de Barrow Island té el rècord de la ràfega de vent més forta, amb una velocitat de 408 km/h durant el cicló tropical Olivia el 10 d'abril del 1986, superant el rècord anterior del Mont Washington de 372 km/h a la tarda del 12 d'abril del 1934.
Els huracans, tifons i tempestes ciclòniques es troben entre els fenòmens naturals més destructius:
| Lloc | Huracà               | Any  | Morts        |
| ---- | -------------------- | ---- | ------------ |
| 1    | Gran Huracà          | 1780 | 22.000       |
| 2    | Mitch                | 1998 | > 19.325     |
| 3    | Galveston            | 1900 | 8.000–12.000 |
| 4    | Fifi                 | 1974 | 8.000–10.000 |
| 5    | República Dominicana | 1930 | 2.000–8.000  |

| Lloc | Tifó                     | Any  | Morts   |
| ---- | ------------------------ | ---- | ------- |
| 1    | Hải Phòng                | 1881 | 300.000 |
| 2    | Nina                     | 1975 | 170.000 |
| 3    | Tifó del juliol del 1780 | 1780 | 100.000 |
| 4    | Shantou                  | 1922 | 60.000  |
| 5    | Xina                     | 1912 | 50.000  |

| Lloc | Tempesta | Any  | Morts           |
| ---- | -------- | ---- | --------------- |
| 1    | Bhola    | 1970 | 300.000–500.000 |
| 2    | Nargis   | 2008 | 138.366         |
| 3    | Gorky    | 1991 | 138.000         |
| 4    | Orissa   | 1999 | 15.000          |
| 5    | Gujarat  | 1998 | > 10.000        |

La intensitat dels incendis forestals augmenta durant el dia. Per exemple, la velocitat a la qual es cremen els troncs per dins és fins a cinc vegades més gran durant el dia a causa d'una menor humiditat, temperatures més elevades i una major velocitat del vent. Durant el dia, el sol escalfa el terra fent que els corrents d'aire vagin pendent amunt, i quan el terra es refreda de nit van pendent avall. Els incendis són avivats per aquests vents i sovint segueixen els corrents de vent per sobre de turons i dins de valls. Als Estats Units, les operacions de combat contra incendis giren al voltant d'un "dia del foc" de 24 hores que comença a les 10 del matí, a causa de l'augment previsible de la intensitat a causa de l'escalfor del dia.

## A l'espai exterior
El vent solar és bastant diferent dels vents terrestres, pel fet que s'origina al Sol i es compon de partícules carregades que han fugit de l'atmosfera solar. De manera similar al vent solar, el vent planetari es compon de gasos lleugers que s'escapen de les atmosferes dels planetes. Al llarg de períodes llargs, el vent planetari pot canviar dràsticament la composició de les atmosferes planetàries.

### Vent planetari

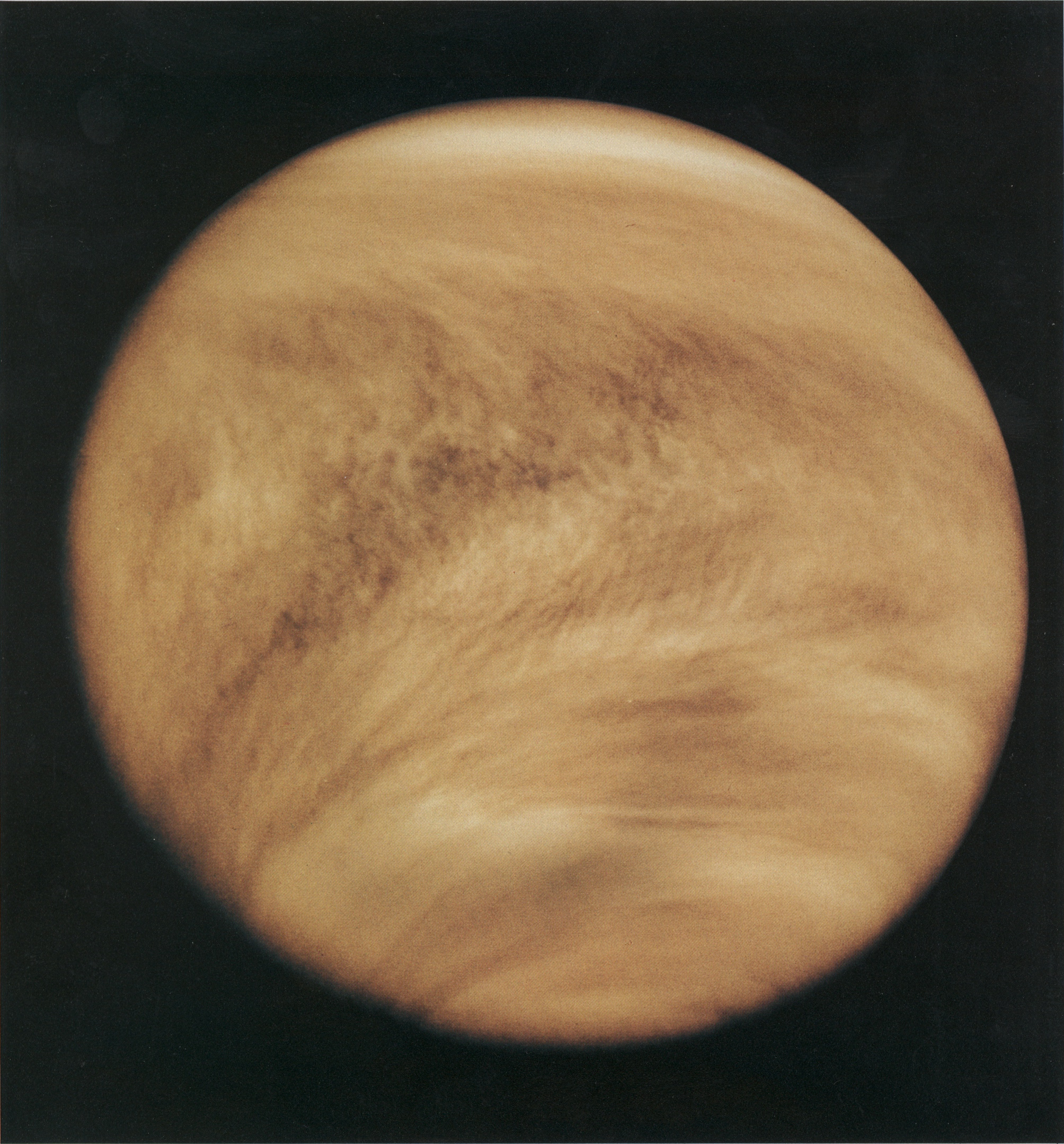
Un possible futur per la Terra a causa del vent planetari: Venus.

El vent hidrodinàmic de la part superior de l'atmosfera d'un planeta permet que elements químics lleugers com ara l'hidrogen pugin a l'exobase, el límit inferior de l'exosfera, on els gasos poden assolir la velocitat d'escapament, sortint a l'espai exterior sense impactar amb altres partícules de gas. Aquest tipus de pèrdua de gasos d'un planeta a l'espai és conegut com a vent planetari. Al llarg del temps geològic, aquest procés fa que planetes rics en aigua com la Terra evolucionin en planetes com Venus al llarg de milers de milions d'anys. Els planetes que tenen una atmosfera baixa calenta podrien tenir atmosferes altes humides que acceleren la pèrdua d'hidrogen.

### Vent solar

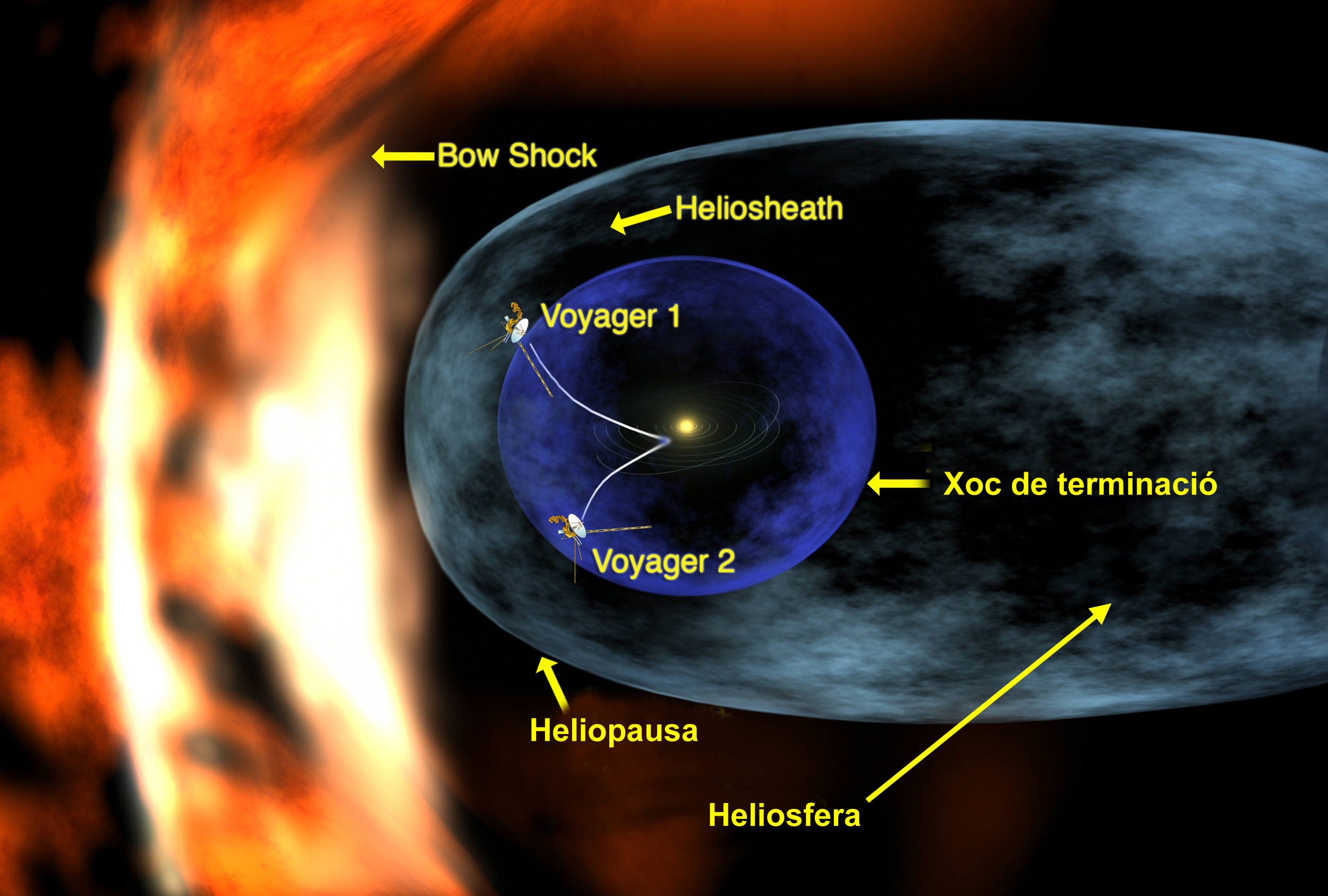
El plasma del vent solar es troba amb l'heliopausa

En lloc d'aire, el vent solar és un corrent de partícules carregades (un plasma) expulsades de l'atmosfera superior del Sol a una velocitat de 400 km/s. Es compon principalment d'electrons i protons amb una energia d'aproximadament 1 keV. La temperatura i la velocitat del corrent de partícules varien amb el pas del temps. Aquestes partícules són capaces de fugir de la gravetat solar, en part gràcies a l'alta temperatura de la corona, però també gràcies a l'elevada energia cinètica obtinguda per les partícules per mitjà d'un procés que no està ben comprès. El vent solar crea l'heliosfera, una immensa bombolla al medi interestel·lar que envolta el sistema solar. Els planetes necessiten un camp magnètic gran per reduir la ionització de la seva atmosfera superior per part del vent solar. Altres fenòmens inclouen les tempestes geomagnètiques, que poden deixar fora de servei les xarxes elèctriques de la Terra, les aurores, com ara les aurores polars, i les cues de plasma dels cometes, que sempre s'estenen en direcció contrària al Sol.

## A altres planetes
Els forts vents (300 km/h) que circulen als cims dels núvols de Venus donen la volta al planeta cada quatre o cinc dies terrestres. Quan els pols de Mart són exposats a la llum del sol després de l'hivern, el CO₂ glaçat se sublima, creant vents importants que surten dels pols a velocitats de fins a 400 km/h, transportant grans quantitats de pols i vapor d'aigua pel paisatge A Júpiter, són habituals les velocitats del vent de 100 m/s als corrents en jet zonals. Els vents de Saturn són dels més ràpids del sistema solar. Les dades recollides per la sonda Cassini–Huygens mostraren vents orientals màxims de 375 m/s. A Urà, les velocitats del vent a l'hemisferi nord poden arribar a 240 m/s al voltant de 50 graus de latitud nord. Al cim dels núvols de Neptú, els vents predominants tenen una velocitat que va de 400 m/s a l'equador fins a 250 m/s als pols. A 70° de latitud sud a Neptú, un corrent en jet d'alta velocitat es mou a una velocitat de 300 m/s.